# ОКР ОКР
«ОКР ОКР» — испанская эксцентрическая комедия режиссёра Висента Вильянуэва (Vicente Villanueva), экранизация пьесы Лорана Баффи (Laurent Baffie).

## Сюжет
Отсылка к «Десять негритят» и «День сурка». К знаменитому (по слухам) психотерапевту на приём в клинику приходят шестеро пациентов, не считая седьмого пациента с клаустрофобией, который был заперт в такси у входа клиники. Оказалось, что приём назначен всем в одно и то же время, в результате индивидуальный приём превратился в групповую терапию. Но доктор задерживается, и пациенты, познакомившись, решают вылечить друг друга сами. Осознавая, что исцеление невозможно, они надеются снизить повторение приступов.
Попробовав продержаться в течение трёх минут наедине со своими фобиями, их затея провалилась, но заметив, когда они помогают ближнему и забывают о себе, на мгновение им удаётся победить фобию. Решив продолжать встречаться группой для дальнейшего самолечения, пациент с фобией повторения назвала группу в соцсетях «ОКР ОКР» по аббревиатуре названия их общего заболевания обсессивно-компульсивного расстройства.
На смену шестерым ушедшим, в кабинете появляются новые пациенты…

## В главных ролях
- Paco León — Эмилио, пациент с арифмоманией и синдромом Диогена
- Росси Де Пальма (Rossy de Palma) — Анна Мария, пациент с компульсивным расстройством
- Александра Хименес (Alexandra Jiménez) — Бланка[5], пациент с мизофобией
- Nuria Herrero — Лили, пациент с эхолалией
- Adrián Lastra — Отто, боится линий
- Inma Cuevas — Тифани, администратор клиники
- Oscar Martínez — Федерико — персонаж, страдающий синдромом Туретта, сопровождающимся капролалией и капропраксией. Однако в финале фильма раскрывается, что Федерико на самом деле является доктором Паломеро — известным психотерапевтом, проводившим экспериментальный терапевтический сеанс. Групповая встреча была организована им как часть инновационного метода, предполагающего взаимодействие пациентов с различными формами обсессивно-компульсивного расстройства без участия профессионального ведущего. Целью методики было стимулирование групповой динамики, развития взаимопомощи и саморегуляции среди участников.